# Neohylus
Neohylus is een kevergeslacht uit de familie van de boktorren (Cerambycidae). De wetenschappelijke naam van het geslacht werd voor het eerst geldig gepubliceerd in 2005 door Monné.

## Soorten
Neohylus omvat de volgende soorten:
- Neohylus alexandrei Martins & Galileo, 2010
- Neohylus dubius (Dillon & Dillon, 1945)